# 愛達荷州波卡特洛聖殿
爱达荷州波卡特洛聖殿是位于爱达荷州波卡特洛的耶稣基督后期圣徒教会的第170座聖殿。

## 歷史
2017年4月2日，當時教會會長多馬·孟蓀（Thomas S. Monson）宣布了建造該聖殿的意圖。愛達荷州波卡特洛聖殿與其他4座聖殿同時宣布。當時，隨著這個宣佈，教會運營或宣布的聖殿總數為182座。
2019年3月16日，舉行了標誌著建設開始的奠基儀式，由教會七十員的惠福‧安德生長老（Wilford W. Andersen）主持。一個跨宗教團體參加了奠基儀式，新奧爾良聖徒隊的泰瑟姆·希爾（Taysom Hill）在活動中做了演講。
2021年9月18日至10月23日舉行了公共開放日。這座聖殿於11月7日由教會十二使徒定額組代理會長羅素·培勒（M. Russell Ballard）奉獻。